# Stezka Kolem Tyrkysového jezera
Ścieżka Wokół Jeziora Turkusowego, česky lze přeložit jako stezka Kolem Tyrkysového jezera, je krátká okružní turistická trasa kolem jezera Jezioro Turkusowe na území vesnice Wapnica ve gmině Międzyzdroje v okrese Kamień v Západopomořanském vojvodství v severozápadním Polsku. Nachází se také na ostrově Wolin ve Wolinském národním parku a v geomorfologickém celku Uznam a Wolin.

## Historie a popis
Nenáročná Ścieżka Wokół Jeziora Turkusowego má délku 2,3 km a převýšení 58 m. Začíná a končí ve Wapnici, kde je také parkoviště. Nejvyšším bodem trasy stezky je kopec Piaskowa Góra s vyhlídkou. V necelé polovině délky trasy se nacházejí ruiny betonové dopravníkové věže (ruiny betonowej wieży taśmociągowej). Stezka vede lesním terénem a nabízí malebné výhledy na okolí a především na jezero, které je zaniklým křídovým lomem, jeho hladina je ve výšce 2,6 m n. m. a dno v hloubce -18,6 m n. m. a zároveň je největším jezerem ve Wolinském národním parku.

## Další informace
Vstup na stezku je zpoplatněn, tak jak je tomu obvyklé v polských národních parcích. Psům není vstup povolen.

## Galerie

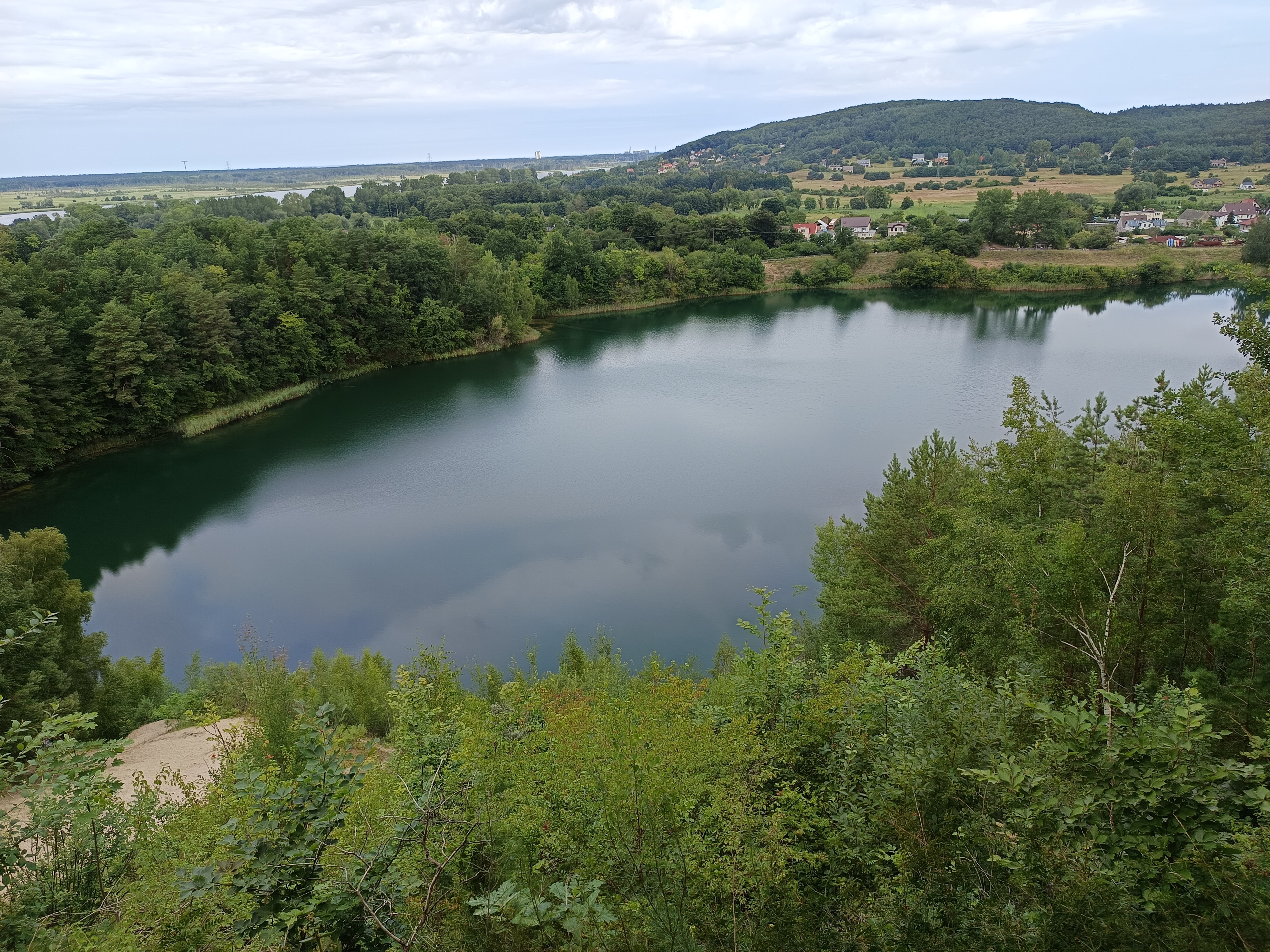
Jezioro Turkusowe
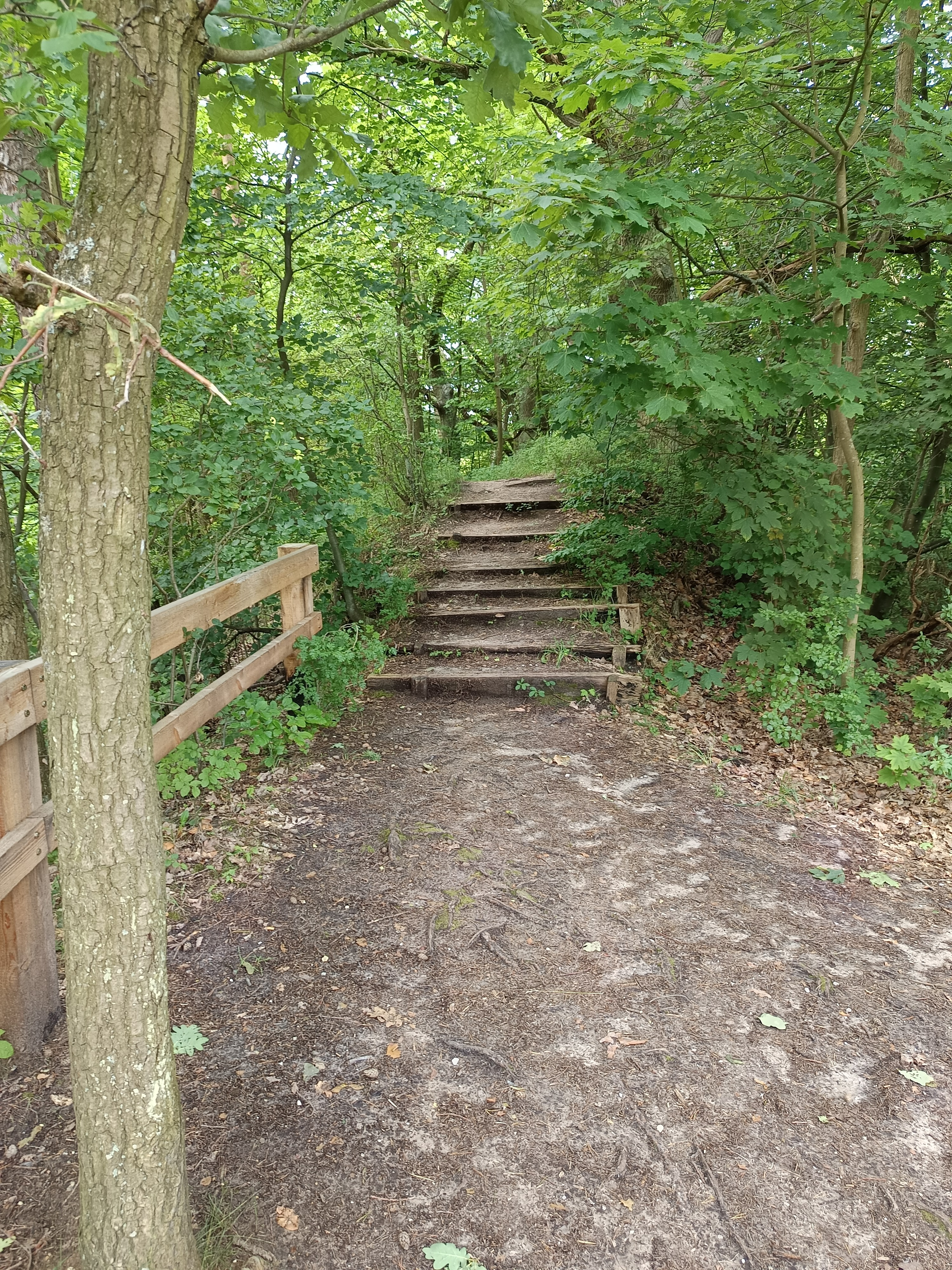
Lesní stezka
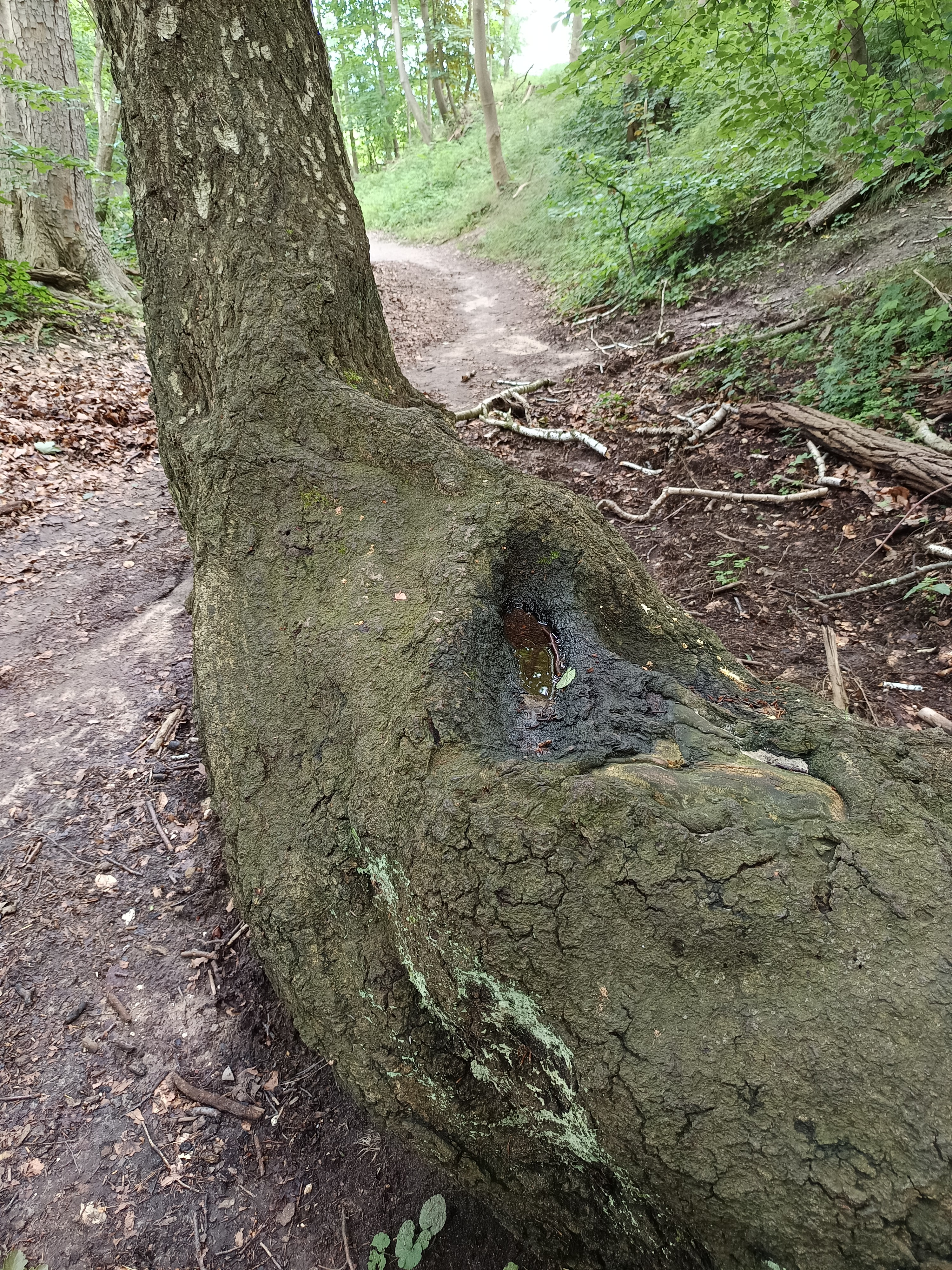
Lesní stezka
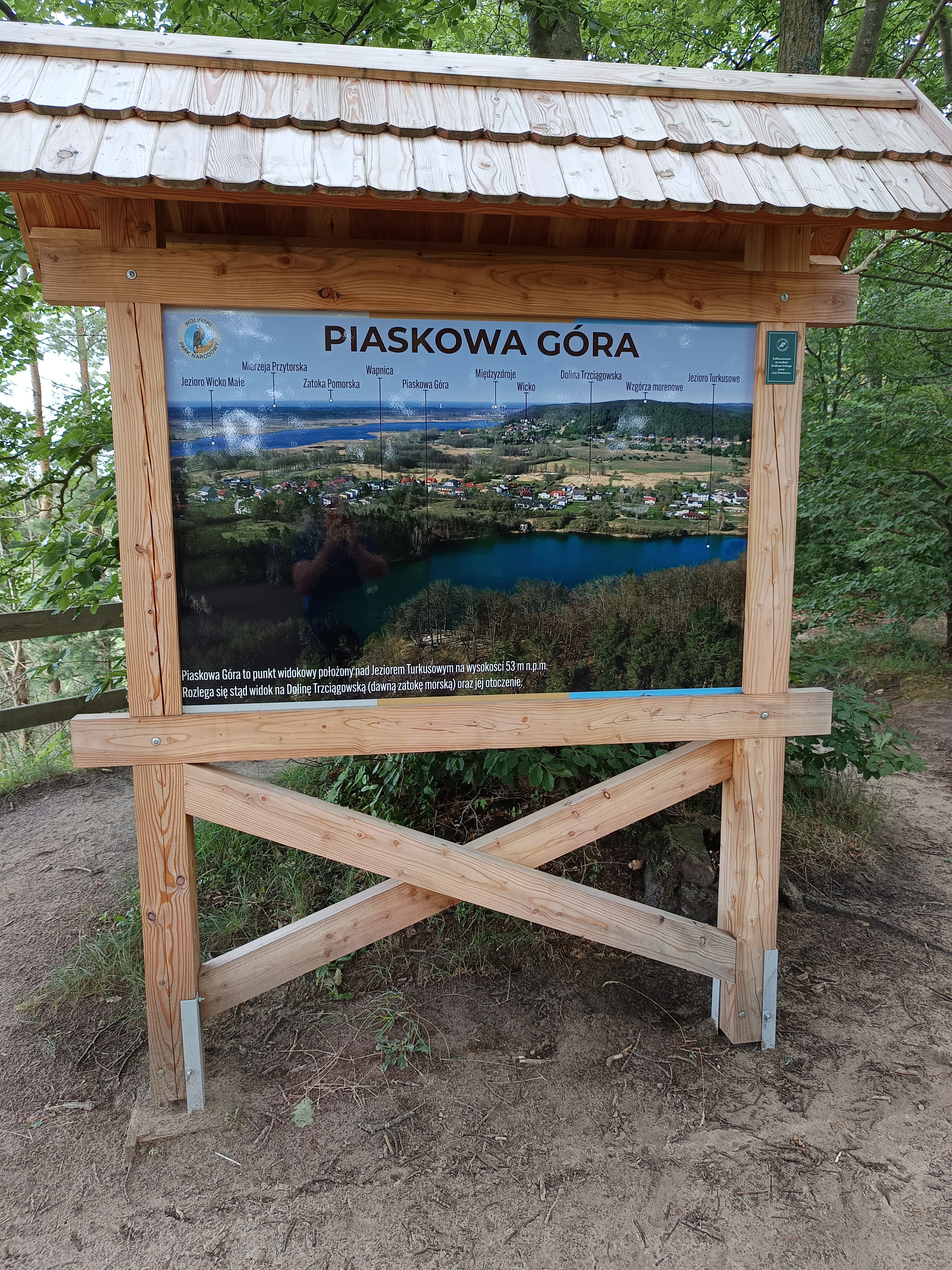
Informační panel
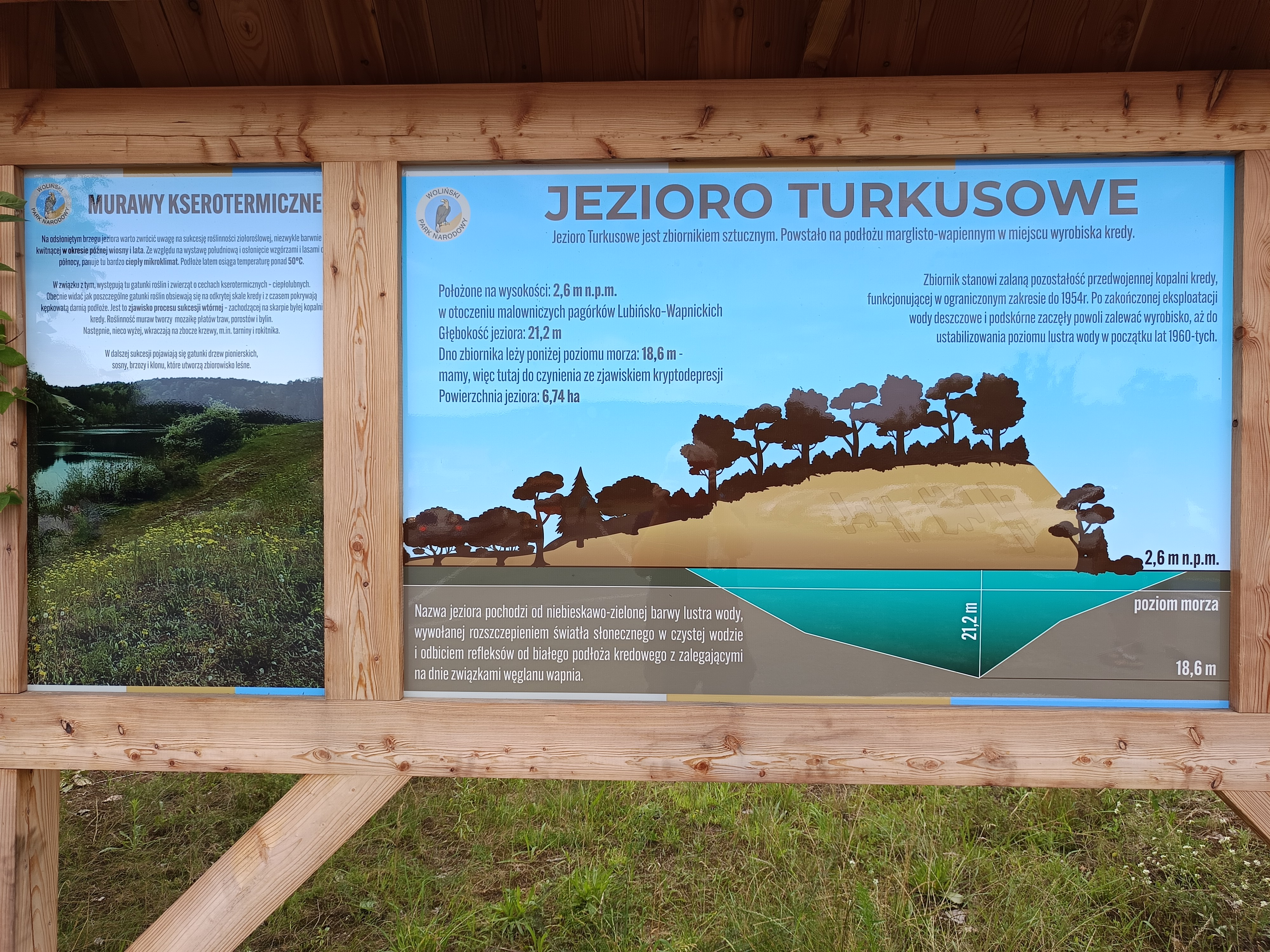
Informační panel
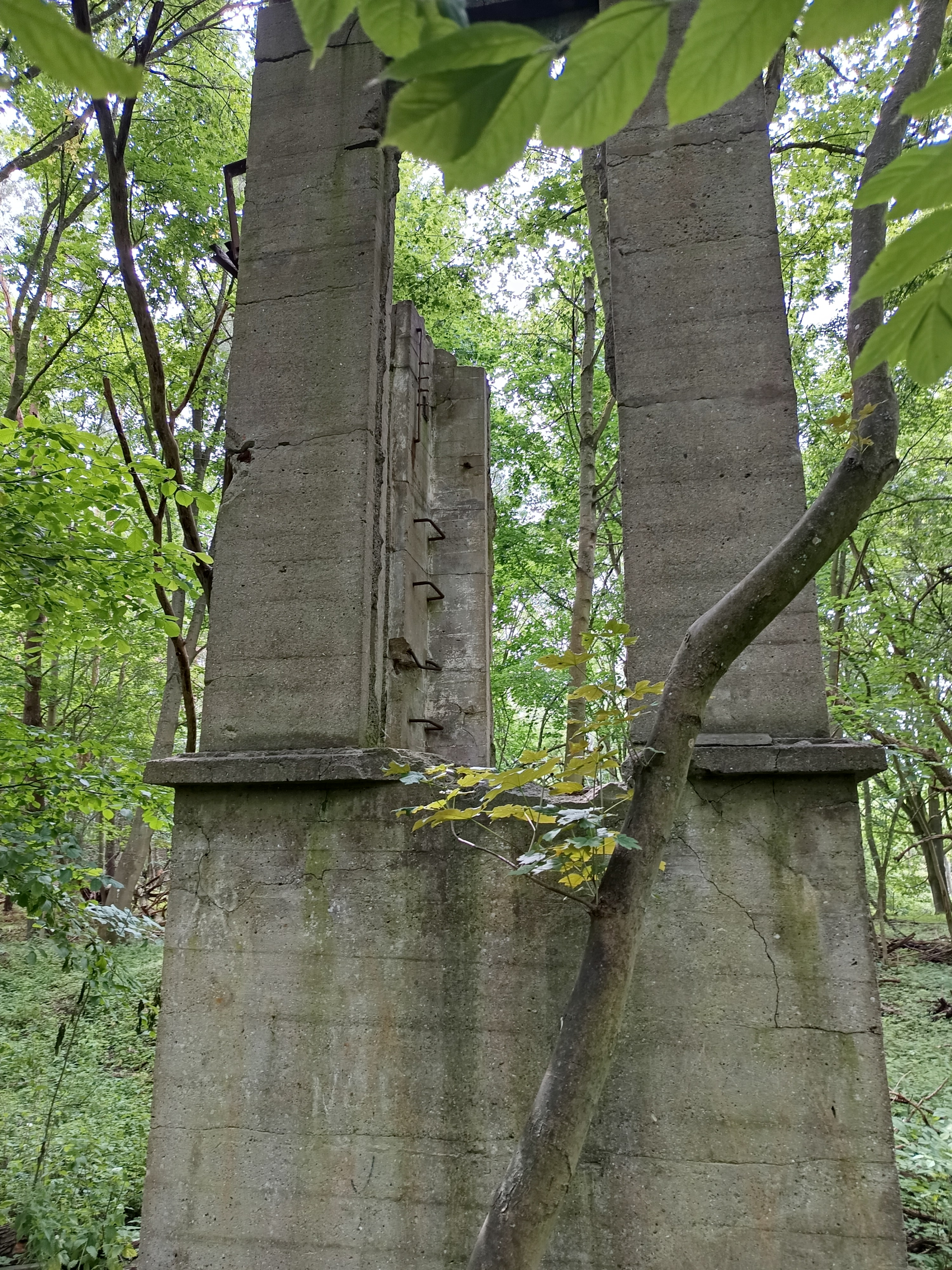
ruiny betonové dopravníkové věže (ruiny betonowej wieży taśmociągowej)